# Тимирово (Шаранский район)
Тимирово (баш. Тимер) — деревня в Шаранском районе Башкортостана, относится к Мичуринскому сельсовету.

## География
Деревня находится в северо-восточной части района. Расстояние до:
- районного центра (Шаран): 26 км,
- центра сельсовета (Мичуринск): 8 км,
- ближайшей ж/д станции (Туймазы): 68 км.

## История
Деревня основана в 1922 году жителем деревни Шаранбаш-Князево по имени Тимиряй, который поставил дом и построил водяную мельницу, позднее сюда переселялись жители деревень Шаранбаш-Князево, Каразыбаш и других. В 1932 году жители деревни, в которой к тому моменту было 20 дворов, объединились в колхоз «Урожай». Позднее открыли начальную школу (закрыта в 1968 году).
В 1939 году в деревне Тимир Ново-Юмашевского сельсовета Шаранского района проживало 198 жителей (99 мужчин, 99 женщин). В начале 1950-х годов — уже село.
В 1959 году в селе Тимирово Михайловского сельсовета проживало 105 человек (42 мужчины, 63 женщины). В 1960 году село вошло в состав Мичуринского сельсовета.
В 1963 году сельсовет был включён в состав Туймазинского сельского района, с 1965 года — в составе Бакалинского, с 1967 года — вновь в Шаранском районе.
В 1970 году в деревне Тимирово Мичуринского сельсовета было 102 жителя (44 мужчины, 58 женщин).
По переписи 1979 года — 101 человек (49 мужчин, 52 женщины).
В 1989-м — 74 жителя (37 мужчин, 37 женщин).
В 2002 году здесь жил 91 человек (40 мужчин, 51 женщина), башкиры (86 %).
В 2010 году в деревне проживало 83 человека (40 мужчин, 43 женщины).

## Население
| 2002 | 2009 | 2010 |
| ---- | ---- | ---- |
| 91   | ↘88  | ↘83  |

## Инфраструктура
Деревня входит в состав КФХ «Шаран-Агро», за прудами находится Новоюмашевская свинотоварная ферма.
Деревня электрифицирована и газифицирована, есть кладбище. До недавнего времени действовал магазин.